# 107–123 Muswell Hill Road

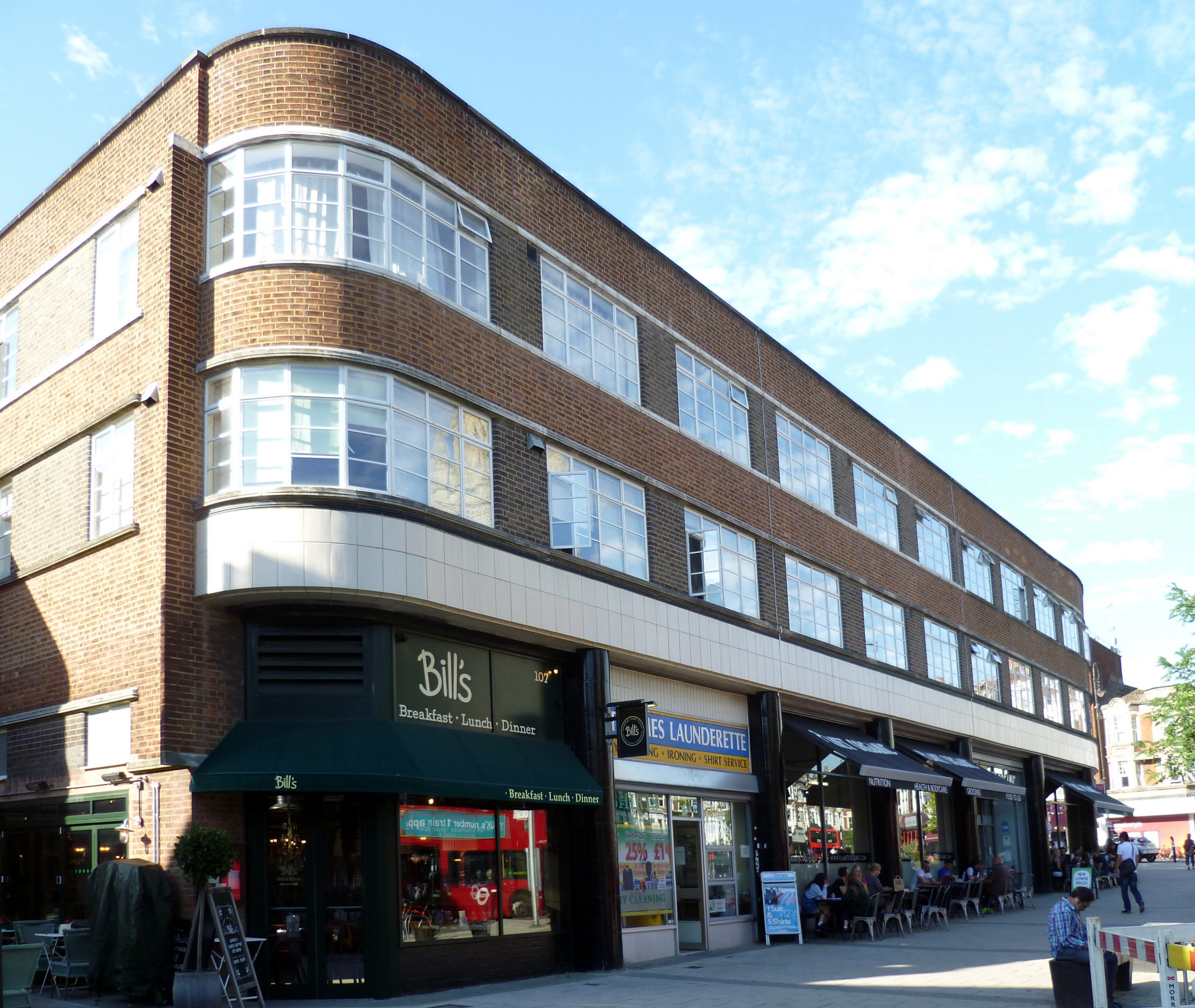
107–123 Muswell Hill Road, extremidade sul

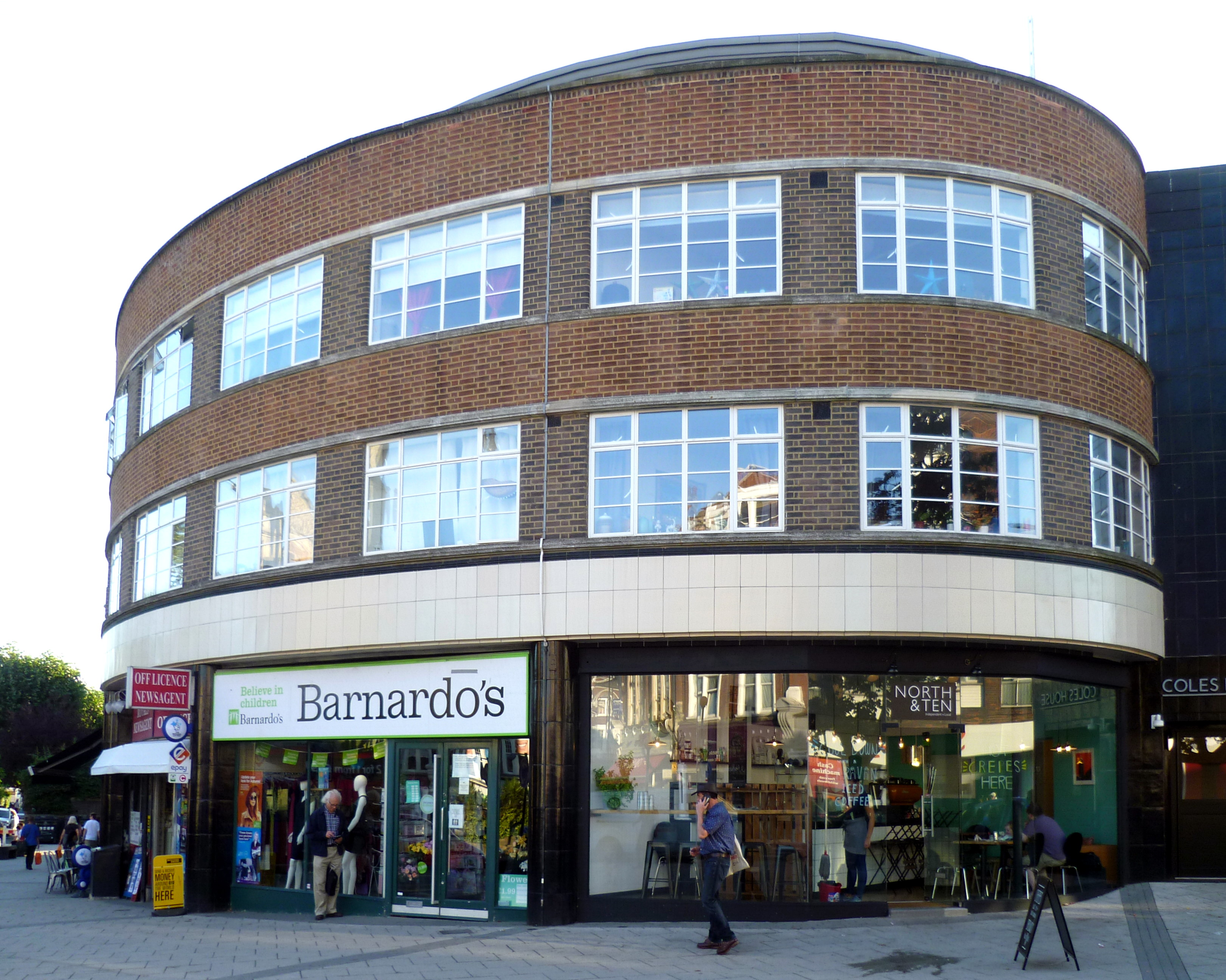
Extremidade norte

107–123 Muswell Hill Road é uma montra de lojas listada como grau II em Muswell Hill Road, Muswell Hill, em Londres.
O prédio fica ao lado do Cinema Everyman, listado como grau II *, antigo Cinema Odeon, na sua extremidade norte.